# Jacques Dumesnil
Jacques Dumesnil, född 9 november 1904 i Paris, Frankrike, död 8 maj 1998 i Bron, Rhône, Frankrike, var en fransk skådespelare. Han filmdebuterade 1932 och verkade inom fransk film och TV fram till 1980.

## Filmografi i urval
- 1934 – Greven av Paris
- 1938 – Från sex till sex
- 1939 – Bakom fasaden
- 1944 – Fnurra på tråden
- 1951 – Mitt röda blod
- 1954 – Eviga äventyr
- 1963 – Tuffa killar med revolver